# .gt
.gt és el domini de primer nivell territorial (ccTLD) de Guatemala
Des del 29 de maig de 2012, es permeten registres de segon nivell directament a .gt.

## Dominis de segon nivell
- .com.gt: entitats comercials
- .edu.gt: institucions educatives
- .net.gt: xarxes: sense restriccions al registre
- .gob.gt: entitats del govern de Guatemala
- .org.gt: organitzacions; sense restriccions al registre
- .mil.gt: entitats militars de Guatemala
- .ind.gt: personals (individuals)